# Алкатоја
Алкатоја или Алкитоја (грч. Άλχαθόη) је кћер Миније, краља беотског Орхомена. Заједно са две своје сестре је представљала тандем називан Минијаде.

## Митологија
Заједно са својим сестрама Леукипом и Арсипом је остала за разбојем, док су остале жене Орхомена славиле празник у част бога Диониса. Бог их је због непоштовања опоменуо више пута- прво у обличју жене, а затим и лава, бика и пантера, али га оне нису послушале. Због тога су биле кажњене лудилом, у ком су убиле Леукипиног сина Хипаса. После овога су отишле у планину да се придруже Бахаткињама, и да са њима славе Диониса, али су их Бахаткиње отерале. Потом их је бог Хермес претворио у слепог миша, сову и буљину (или у свраку, буљину и слепог миша).
Према другом предању, када су друге жене из Орхомена отишле у брда да славе бога Диониса, Минијаде су одбиле да пођу са њима и остале су у кући да преду вуну. Међутим, у просторији у којој су боравиле, почела су да се дешавају разна чудеса; бршљан и лоза су почели да обавијају њихов разбој, змије су зашиштале из котарице са вуном, а собу су испунили омамљујући мириси и мистична светлост. Преплашене, покушале су да се сакрију у углове собе, рукама терајући насталу ватру. Тада су увиделе да су се њихове руке преобразиле у крила, а њихов врисак у пиштање.